# Ferrovia di Ibara
La Ferrovia di Ibara (井原鉄道?) è una compagnia ferroviaria del terzo settore con sede nella città di Ibara, nella prefettura di Okayama, che gestisce una linea ferroviaria nelle prefetture di Okayama e Hiroshima.
La società è finanziata dalla Prefettura di Okayama, dalla Prefettura di Hiroshima, dalle sette città e paesi interessati e da 71 società e organizzazioni locali (Igasa Railway, Tomo Railway, Chugoku Bus, ecc.).

## Storia
È stata fondata il 1º dicembre 1986. L'11 gennaio 1999 viene inaugurata la linea Ibara.

## Linee ferroviarie
L'azienda gestisce un'unica linea.
- Linea Ibara (井原線?): Sōja - Kannabe (41,7 km, 14 stazioni)

## Materiale rotabile

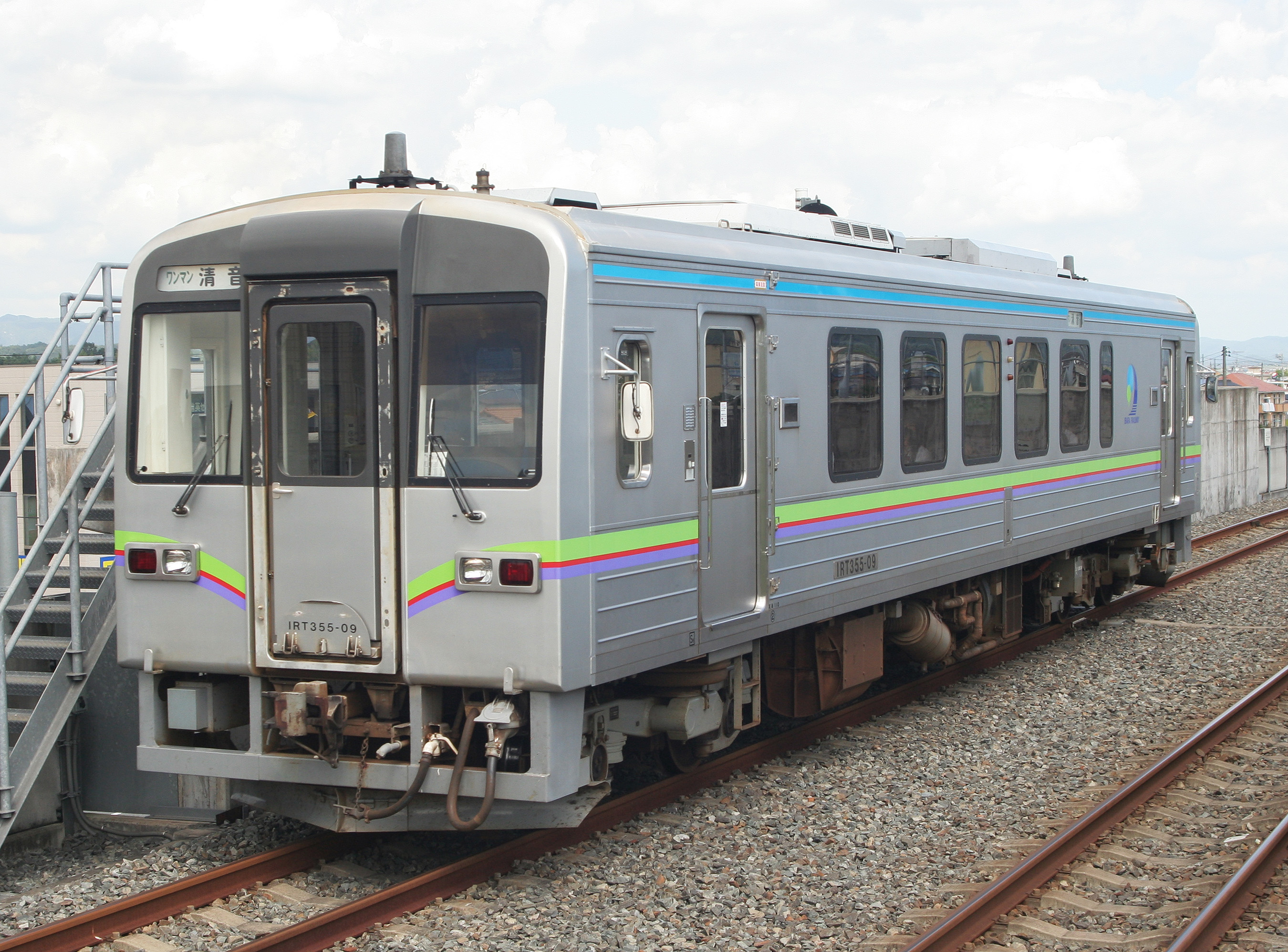
Automotrice serie IRT355.

L'azienda utilizza automotrici della serie IR IRT355.